# Толди, Миклош

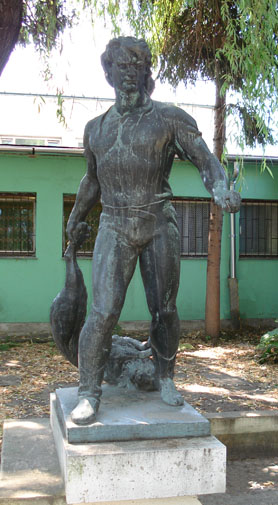
Миклош Толди. Памятник в Мишкольце

Толди Миклош (венг. Toldi Miklós; 1320—22 ноября 1390) — венгерский национальный герой, реальный прототип персонажа повести Петера Илошваи, трилогии Яноша Араня и романа Бенедека Елека.

## Биография
Миклош — юноша дворянского происхождения, сын вице-ишпана Пожоньского комитата. Будучи одарён недюжинной физической силой, работал плечом к плечу с батраками в семейном поместье, но, поссорившись с братом Дьёрдем, решил покинуть родной дом, мечтая стяжать рыцарскую славу. Толди стал настоящим народным героем времен королей Карла-Роберта и Лайоша I, Толди участвовал в войне Венгрии с Венецией 1363—1364 годов.

## Память
- В 1903 году Янош Фадрус создал скульптурную композицию — «Толди с волками».
- В годы Второй мировой войны на вооружении венгерской армии находился лёгкий танк «Толди».